# Pseudomys shortridgei
Pseudomys shortridgei är en däggdjursart som först beskrevs av Thomas 1907.  Pseudomys shortridgei ingår i släktet australmöss och familjen råttdjur. IUCN kategoriserar arten globalt som nära hotad. Inga underarter finns listade i Catalogue of Life.
Arten förekommer med några mindre och från varandra skilda populationer i södra Australien. Den lever där i hedområden och i buskskogar som domineras av växter från släktet Banksia. Pseudomys shortridgei kan även hittas i öppna trädansamlingar. Under vissa år förekommer bränder i utbredningsområdet.